# Пампасный олень
Пампа́сный оле́нь (лат. Ozotoceros bezoarticus) — вид оленей монотипного рода Ozotoceros, обитающий в Южной Америке.

## Описание
Длина тела от 110 до 140 см, высота в холке от 70 до 75 см, вес от 25 до 40 кг. Пампасный олень изящнее по сравнению с европейскими оленями. Шерсть верхней части тела рыжая, а на нижней части тела белёсая. У каждого оленьего рога самца три отростка.

## Распространение
Область распространения охватывает Бразилию, Аргентину, Уругвай и Парагвай. Ареал пересекается с ареалом болотного оленя, однако пампасный олень предпочитает саванны с сухой почвой. Сельскохозяйственные поля также стали жизненным пространством пампасного оленя.

## Образ жизни
Олени живут в маленьких группах в среднем по пять животных. Если корма достаточно, эти группы иногда объединяются в стада до 50 животных, которые вечером снова распадаются. Пампасный олень активен чаще днём, однако, в заселённых людьми местностях некоторые животные стали активными в сумерки и ночью. В период гона самцы пампасного оленя борются за самок. Через 7 месяцев беременности самки оленя рожают единственного детёныша, имеющего при рождении пятнистую окраску.

## Угрозы и охрана
Когда-то пампасный олень был одним из самых частых животных в степях Аргентины и Уругвая, пампасах. Для индейских народов на юге Южной Америки его роль сравнима с ролью бизона для североамериканских индейцев. При заселении Аргентины европейцами жизненное пространство пампасного оленя сократилось. Чтобы освободить место для пастбищ, поселенцы массово истребляли пампасного оленя. МСОП классифицирует угрозу пампасному оленю как незначительная (near threatened). Обитающий только в аргентинских пампасах подвид Ozotoceros bezoarticus celer считается находящимся под угрозой, другие подвиды Ozotoceros bezoarticus leucogaster (Парагвай) и Ozotoceros bezoarticus bezoarticus (Бразилия, Уругвай) встречаются несколько чаще.